# Polyneuropati
Polyneuropati (från grekiska poly- många, neuro- nerver, patheia lidande) är en neurologisk sjukdom som innebär en utbredd funktionsnedsättning i kroppens perifera nerver. Sjukdomen kan ge symtom från hela kroppen, men det vanligaste är känselnedsättning och/eller svaghet i benen och fötterna. Akuta former kräver sjukhusvård, men i de flesta fall tilltar symtomen mycket långsamt. Utredningen är inriktad på att hitta bakomliggande orsaker, där den vanligaste är diabetes. Polyneuropati drabbar omkring 2–3 procent av befolkningen och i åldersgruppen över 55 år 8 procent av befolkningen.

## Symtom
Symtomen beror på vilka nerver som är drabbade. Det vanligaste är att polyneuropati ger en försämring av känseln i fötter och underben som utvecklas gradvis under flera år. Ofta försämras också balansen. Vid svårare former ser man dessutom kraftnedsättning och påverkan på det autonoma nervsystemet som kan orsaka blodtrycksfall m.m. Det finns dessutom akuta former av polyneuropati, som kan orsaka totalförlamning och andningspåverkan inom loppet av några dagar. Den viktigaste av dessa är Guillain-Barrés syndrom.

## Orsaker
Den absolut vanligaste orsaken till polyneuropati är diabetes . Andra vanliga orsaker är alkoholmissbruk och vitaminbrist. En viktig men relativt ovanlig grupp är de immunmedierade polyneuropatierna Guillain-Barrés syndrom, CIDP och MMN. Polyneuropati kan också ha genetisk orsak eller orsakas av systemsjukdomar, vissa läkemedel och gifter.  Trots utredning kommer man i många fall inte fram till orsaken.
| Orsaksgrupp           | Exempel på orsaker                                                  |
| --------------------- | ------------------------------------------------------------------- |
| Diabetes              |                                                                     |
| Alkohol               |                                                                     |
| Bristsjukdomar        | Framför allt brist på vitamin B12, B1 eller B6                      |
| Systemsjukdomar       | Njursvikt, SLE, reumatoid artrit, cancer, amyloidos                 |
| Ärftlig polyneuropati | Charcot-Marie-Tooths sjukdom, Ärftlig tryckkänslig neuropati (HNPP) |
| Infektioner           | Borrelia, HIV, Difteri, Lepra                                       |
| Gifter                | Tungmetaller, lösningsmedel, akrylamid                              |
| Läkemedel             | cellgifter, vissa antibiotika                                       |
| Autoimmunitet         | Guillain-Barrés syndrom, CIDP, MMN                                  |

## Utredning
Vid typiska symtom och om orsaken är känd (t.ex. diabetes eller alkoholmissbruk) kan diagnosen ställas efter klinisk undersökning. I övriga fall ställs diagnosen genom neurografi (ENeG). Övrig utredning syftar till att bestämma orsaken till polyneuropatin. Ofta är det tillräckligt med blodprover, men i vissa fall krävs röntgenundersökningar, lumbalpunktion och/eller vävnadsprover. Hos 10–25 procent av dem som insjuknar i polyneuropati hittar man ingen orsak. Polyneuropatin kallas då idiopatisk eller kryptogen.

## Behandling
Behandling riktas mot den bakomliggande orsaken. Om polyneuropatin orsakar smärta kan man prova antidepressiva eller antiepileptiska läkemedel med effekt mot nervsmärta . Vid ärftlig eller idiopatisk polyneuropati finns ingen riktad behandling.

## Prognos
Även prognosen beror på den bakomliggande orsaken. Idiopatisk polyneuropati brukar oftast försämras något med åren, men detta sker långsamt och brukar inte leda till någon uttalad funktionsnedsättning.

## Temadag i Sverige
Polyneuropatidagen uppmärksammar sjukdomen och infaller 16 oktober.
Den uppmärksammades första gången 2021.